# 皮炎外瓶黴
皮炎外瓶黴（Exophiala dermatitidis），又名皮炎王氏黴（Wangiella dermatitidis），是一種會分泌黑色素的外瓶黴屬真菌。可引起暗色絲孢霉病、皮下黑色真菌症和著色芽生黴菌症。
皮炎外瓶黴的特性與甄氏外瓶黴相似，但甄氏外瓶黴可於42℃生長，而皮炎外瓶黴則不可以。
皮炎外瓶黴基因型與棲息地存在一定的關係。

## 參看
- 結膜下真菌群感染（Subconjunctival mycetoma）